# Plasmopara halstedii
Plasmopara halstedii es un patógeno de plantas que pertenece a la clase de los oomicetes y la familia de los peronosporáceos. Es el organismo causal del mildiu del girasol, enfermedad que causa importantes pérdidas económicas en el cultivo de girasol.